# Alfred Uhry
Alfred Uhry (ur. 3 grudnia 1936 w Atlancie) – amerykański dramaturg i scenarzysta filmowy. Laureat Nagrody Pulitzera - wyróżnienie to otrzymał za sztukę Driving Miss Daisy (1987). Na podstawie własnego dramatu Uhry napisał scenariusz do filmu Wożąc panią Daisy (1989) Bruce'a Beresforda z Jessicą Tandy, Morganem Freemanem i Danem Aykroydem w rolach głównych. Film otrzymał Oscara, a Uhry zdobył statuetkę za najlepszy scenariusz adaptowany.